# فريدا سفينسون (مجدفة)
فريدا سفينسون (بالسويدية: Frida Svensson)‏ هي مجدفة سويدية، ولدت في 18 أغسطس 1981 في فالكنبرغ في السويد.

## وصلات خارجية
- فريدا سفينسون على موقع الاتحاد الدولي للتجديف (الإنجليزية)
- فريدا سفينسون على موقع اللجنة الأولمبية الدولية (الإنجليزية)
- فريدا سفينسون على موقع أوليمبيديا (الإنجليزية)
- فريدا سفينسون على موقع اللجنة الأولمبية السويدية (السويدية)